# Indische Badmintonmeisterschaft 1952/53
Die Indische Badmintonmeisterschaft der Saison 1952/53 fand in Lucknow statt. Es war die 17. Austragung der nationalen Titelkämpfe im Badminton in Indien. Die erst 20-jährige Sushila Rege gewann bei ihrem zweiten Start bei den indischen Meisterschaften alle drei möglichen Titel.

## Titelträger
| Disziplin    | Sieger                        |
| ------------ | ----------------------------- |
| Herreneinzel | Trilok Nath Seth              |
| Dameneinzel  | Sushila Rege                  |
| Herrendoppel | Henry Ferreira Devinder Mohan |
| Damendoppel  | Sushila Rege Shashi Bhatt     |
| Mixed        | Henry Ferreira Sushila Rege   |